# Іванчихін Данило Володимирович
Данило Володимирович Іванчихін (24 грудня 1907, село Томаровка, тепер селище Яковлевського району Бєлгородської області, Російська Федерація — ?) — молдавський радянський діяч, завідувач транспортного відділу ЦК КП(б) Молдавії. Кандидат у члени ЦК КП(б) Молдавії в 1941—1949 роках. Депутат Верховної Ради Молдавської РСР 1-го скликання.

## Біографія
Народився в родині робітника. У 1926—1929 роках — робітник паровозного депо.
Член ВКП(б) з 1928 року.
У 1929—1933 роках — студент Московського інституту інженерів залізничного транспорту.
З травня 1931 року деякий час служив у Червоній армії.
До 1933 року — начальник школи фабрично-заводського учнівства.
У 1933—1940 роках — на комсомольській та партійній роботі.
У 1940 — червні 1941 року — завідувач транспортного відділу ЦК КП(б) Молдавії.
У червні 1941 — березні 1946 року — на політичній роботі в Червоній армії, учасник німецько-радянської війни. З червня до вересня 1941 року — військовий комісар 113-ї авіаційної бази в Запоріжжі. З осені 1941 року — військовий комісар 8-го далеко-бомбардувального авіаційного полку. З травня до серпня 1942 року — військовий комісар штабу 62-ї авіаційної дивізії далекої дії. На 1943 рік — заступник командира 1-го навчального авіаційно-планерного полку із політичної частини повітряно-десантних військ. Потім — на політичній роботі в 16-й авіаційній дивізії.
З 1946 року — секретар Тираспольського міського комітету КП(б) Молдавії.
Подальша доля невідома.

## Звання
- батальйонний комісар
- майор

## Нагороди
- орден Червоної Зірки (19.06.1943)
- медаль «За відвагу» (18.08.1942)
- медаль «За перемогу над Німеччиною у Великій Вітчизняній війні 1941—1945 рр.» (1945)
- медалі